# Online-Werbemarktplatz
Als Online-Werbemarktplatz bezeichnet man eine Plattform im Internet, auf der Website-Betreiber (Publisher) und Werbungtreibende (Advertiser) Werbeflächen (Display- und Textanzeigen sowie Video-Werbung) kaufen und verkaufen. Publisher bieten ihre freien Online-Werbeflächen auf dem Marktplatz an. In einem Bieterverfahren können Advertiser diese Flächen buchen, um ihre Werbeanzeige entsprechend auf der Seite einzustellen.

## Geschäftsmodell
Online-Werbemarktplätze bündeln für Publisher und Advertiser sowohl die Werbeverkäufe und -einkäufe, als auch die -verwaltung und -abrechnung im Internet. Werbeplätze können dabei in unterschiedlichen Formaten angeboten und gekauft werden: Von Fullsize-Bannern über Leaderboards und Medium Rectangles, bis hin zu Wide-Skyscraper, Skyscraper und Video-Anzeigen (Online Video Advertising). Mittlerweile sind in einigen Marktplätzen sogar Echtzeitauktionen, das sogenannte Real-Time Bidding, möglich.
Die Abrechnung erfolgt meist über den Tausend-Kontakt-Preis (TKP), bei einigen Online-Werbemarktplätzen ist zudem auch eine Abrechnung über Cost-per-Click (CPC) möglich. Der Tausend-Kontakt-Preis errechnet sich durch je 1.000 geöffnete Ad Impressions. CPC nennt man den Preis, den ein Werbetreibender für einen Klick auf seine Anzeige bezahlt.
Das Bündeln der freien Werbeflächen durch Online-Werbemarktplätze bietet Werbungtreibenden sowohl eine hohe Reichweite als auch ein gezieltes Targeting in engen Zielgruppen. In Deutschland erreichen Online-Werbemarktplätze aktuell laut comScore bis zu 77 Prozent aller Internetnutzer. Online-Marktplätze bieten auch kleineren Firmen, die Werbung im Internet schalten möchten, Vorteile: Ohne die Hilfe eines Dienstleisters können sie ihre Kampagnen direkt über die Plattform auf den für sie relevanten Websites einbuchen, verwalten und abrechnen.

## Unternehmen
Die größten Online-Werbemarktplätze in Deutschland sind derzeit DoubleClick, eine Tochterfirma von Google und das Münchner Unternehmen Adscale, das seit 2013 zu Ströer Out-of-Home Media gehört.
International gehören DoubleClick (USA) und AdECN (USA), eine Tochterfirma von Microsoft, zu den größten und bekanntesten Online-Marktplätzen. right media (USA), von 2007 bis 2014 eine Tochterfirma von Yahoo, war auch ein Pionier der Branche.